# Algete
Algete település Spanyolországban, Madrid tartományban. Algete Cobeña, Daganzo de Arriba, Fuente el Saz de Jarama, El Molar, San Sebastián de los Reyes, Colmenar Viejo, San Agustín del Guadalix és Valdeolmos-Alalpardo községekkel határos. Lakosainak száma 21 167 fő (2024).

## Népesség
A település lakosságának változását az alábbi diagram mutatja:
| Lakosok száma | 15 360 | 17 626 | 18 429 | 20 204 | 20 585 | 20 102 | 20 419 | 20 611 | 20 767 | 21 167 |
|               | 2001   | 2004   | 2007   | 2009   | 2012   | 2014   | 2017   | 2019   | 2022   | 2024   |